# 耶加拉河
59°28′23″N 25°09′06″E / 59.4730033°N 25.151618°E

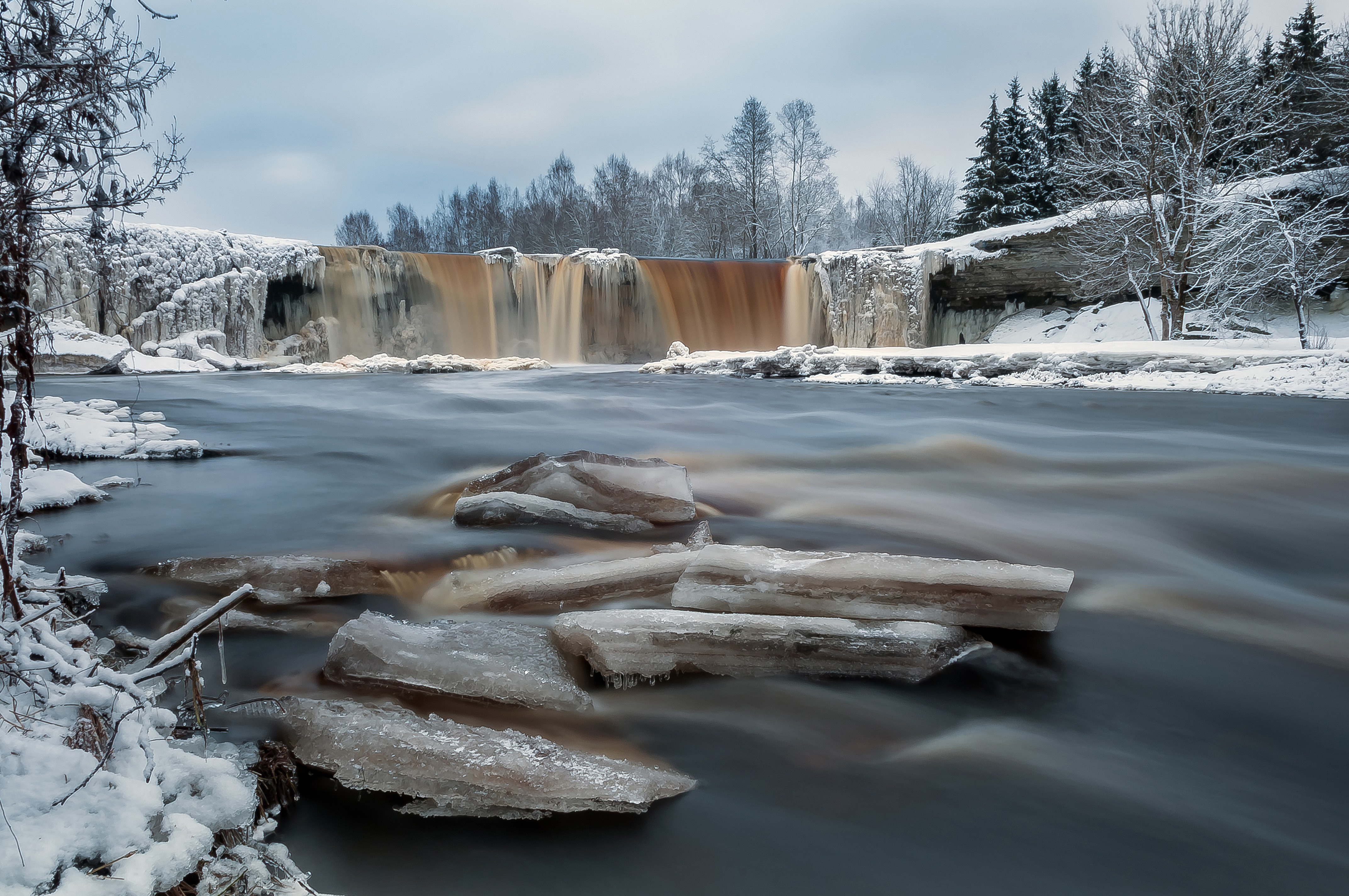
耶加拉河

耶加拉河是愛沙尼亞的河流，位於該國北部，河道全長97公里，流域面積1,570平方公里，流經耶爾瓦縣和哈爾尤縣，最終注入芬蘭灣，河畔城鎮有凱赫拉。